# Григорова Наталія Олексіївна
Наталія Олексіївна Гри́горова (нар. 2 червня 1943, Петриківка) — українська художниця; член Спілки радянських художників України з 1972 року. Дочка художниці Ніни Волкової та скульптора Олексія Олійника, сестра скульптора Миколи Олійника, дружина художника Віктора, мати художників Олексія та Федора Григорових.

## Біографія
Народилася 2 червня 1943 року в селі Петриківці (нині селище міського типу Дніпропетровської області, Україна). 1968 року закінчила Київський художній інститут, де навчалася, зокрема, у Василя Касіяна.
Після здобуття фахової освіти на творчій роботі. Живе в Києві, в будинку на провулку Бастіонному № 9, квартира № 35.

## Творчість
Працює в галузі книжкової графіки й монументального живопису. Проілюструвала книжки:
- «Запорожці» Івана Нечуя-Левицького (не опублікована);
- «Співучі колоски», «Рай» Данте Аліг'єрі (обидві — 1971);
- «Як окрайчик біг за хлопчиком» Дмитра Головка (1973);
- «Вибрані твори» Генріха Гайне (1973; Диплом II ступеня видавництва «Дніпро» Республіканського конкурсу на краще видання 1973);
- «Римські оповідання» Альберто Моравіа (1974);
- «Про гномів і сирітку Марисю» Марії Конопницької (1976).

У 1998—2000 роках брала участь у розписах Михайлівського Золотоверхого та Успенського соборів у Києві.
Учасниця міських та республіканських мистецьких виставок з 1966 року.
Окремі роботи художниці зберігаються у Центральному державному архіві-музеї літератури і мистецтва України, Харківському художньому музеї, Кременчуцькому краєзнавчому музеї.